# Грег
Окръг Грег (на английски: Gregg County) е окръг в щата Тексас, Съединени американски щати. Площта му е 715 km², а населението - 111 379 души (2000). Административен център е град Лонгвю.